# Wołynka (Ukraina)
Wołynka (ukr. Волинка) – wieś na Ukrainie, w obwodzie czernihowskim, w koriukowskim, w hromadzie Sosnycia. W 2001 liczyła 824 mieszkańców, spośród których 820 wskazało jako ojczysty język ukraiński, a 4 rosyjski.